# قسطانية (منطقة إدارية)
قسطانية أو أوسيتاني (بالفرنسية: Occitanie)‏ هي منطقة في فرنسا، بلغ عدد سكانها 5٬683٬878  نسمة، في 2013، عاصمتها تولوز، تبلغ مساحتها 72٬724 كيلومتر مربع.

## الموقع
تشترك في الحدود مع:
- بروفنس ألب كوت دازور
- منطقة أرغـون
- أقطانية الجديدة
- أوفرن-رون ألب
- قطلونية.

## مدن توأم
المدن التوأم:
- كيوتو.

## اقرأ أيضا
- لوز سانت سوفور